# بيت كونينغهام
بيت كونينغهام هو ملاكم كيك بوكسينغ كندي، ولد في 25 مارس 1963 في بورت أوف سبين في ترينيداد وتوباغو.

## وصلات خارجية
- الموقع الرسمي
- بيت كونينغهام على موقع بوكس ريك (الإنجليزية) (registration required)
- بيت كونينغهام على موقع IMDb (الإنجليزية)
- بيت كونينغهام على موقع قاعدة بيانات الفيلم (الإنجليزية)